# 2023年至2024年中國杯速度滑冰精英聯賽
2023/24年度中國杯速度滑冰精英聯賽是在2023-2024賽季舉辦的全國精英聯賽，參賽選手將透過參加是次精英聯賽決定十四冬的參賽名額。

## 概覽
- 11月1日，速度滑冰精英联赛第一站兼“十四冬”资格赛在内蒙古冰上运动训练中心速滑馆開賽。[2]

## 分站賽舉辦資訊
| 舉辦日期          | 站次   | 舉辦城市               | 場地                             | 備註         | 成绩册/资料来源 |
| ----------------- | ------ | ---------------------- | -------------------------------- | ------------ | --------------- |
| 2023年11月1-3日   | 第一站 | 內蒙古自治區呼倫貝爾市 | 內蒙古冰上運動訓練中心           | 十四冬資格賽 | [ 3 ]           |
| 2023年11月10-12日 | 第二站 | 黑龍江省哈爾濱市       | 黑龙江省冰上训练中心             | 十四冬資格賽 | [ 4 ]           |
| 2023年12月1-3日   | 第三站 | 吉林省長春市           | 长春市冬季竞技运动保障中心速滑馆 |              | [ 5 ]           |
| 2023年12月8-10日  | 第四站 | 吉林省長春市           | 长春市冬季竞技运动保障中心速滑馆 |              | [ 6 ]           |

## 分站賽結果

### 第一站：內蒙古呼倫貝爾

#### 公開組
男子賽事
| 項目             | 金牌                                      | 銀牌                                                          | 銅牌                                                     | 資料來源 |
| 500米            | 廉子文 北京市冬季運動管理中心             | 李添龍 河北省體育局冬季運動中心                               | 薛智文 四川省體育局                                      | [ 3 ]    |
| 1000米           | 寧忠岩 黑龍江省冰上訓練中心               | 廉子文 北京市冬季運動管理中心                                 | 都浩楠 四川省體育局                                      | [ 3 ]    |
| 1500米           | 陳磊 內蒙古自治區競技體育訓練中心         | 孫傳懿 吉林省體育局冰上運動管理中心                           | 哈那哈提·木哈買提 新疆維吾爾自治區體育局冬季運動管理中心 | [ 3 ]    |
| 5000米           | 吳宇 遼寧省冬季運動管理中心               | 哈那哈提·木哈買提 新疆維吾爾自治區體育局冬季運動管理中心      | 瀋晗揚 遼寧省冬季運動管理中心                            | [ 3 ]    |
| 团体追逐（8圈）  | 遼寧省冬季運動管理中心 吳宇 王帥涵 瀋晗揚 | 黑龍江省冰上訓練中心 寧忠岩 阿勒瑪斯·卡漢拜 哈那哈提·木哈買提 | 吉林省體育局冰上運動中心 孫傳懿 王楊 葉爾加那提·拜山     | [ 3 ]    |
| 集体出发（10圈） | 馬曉春 四川省體育局                       | 姜偉 河北省體育局冬季運動中心                                 | 胡曉宇 雲南省體育局                                      | [ 3 ]    |

女子賽事
| 項目             | 金牌                                                       | 銀牌                                                      | 銅牌                                            | 資料來源 |
| 500米            | 田芮宁 新疆維吾爾自治區體育局冬季運動管理中心              | 李奇時 吉林省體育局冰上運動管理中心                       | 王婧紫仟 寧夏回族自治區體育局                   | [ 3 ]    |
| 1000米           | 韓梅 內蒙古自治區競技體育訓練中心                          | 李奇時 吉林省體育局冰上運動管理中心                       | 殷琦 新疆維吾爾自治區體育局冬季運動管理中心     | [ 3 ]    |
| 1500米           | 殷琦 新疆維吾爾自治區體育局冬季運動管理中心                | 李奇時 吉林省體育局冰上運動管理中心                       | 楊濱瑜 天津市冬季和水上運動管理中心             | [ 3 ]    |
| 3000米           | 楊濱瑜 天津市冬季和水上運動管理中心                        | 殷琦 新疆維吾爾自治區體育局冬季運動管理中心               | 金文靚 天津市冬季和水上運動管理中心             | [ 3 ]    |
| 团体追逐（6圈）  | 天津市冬季和水上運動管理中心 阿合娜爾·阿達克 馬語含 金文靚 | 新疆維吾爾自治區體育局冬季運動管理中心 田芮寧 殷琦 陳翔宇 | 吉林省體育局冰上運動管理中心 李奇時 趙欣 孫小涵 | [ 3 ]    |
| 集体出发（10圈） | 方慧燕 四川省體育局                                        | 黃余琳 河北省體育局冬季運動中心                           | 王彩紅 陝西省冬季運動管理中心                   | [ 3 ]    |

#### 青年組
男子賽事
| 項目             | 金牌                                            | 銀牌                                          | 銅牌                                              | 資料來源 |
| 500米            | 張建 河北省體育局冬季運動中心                   | 劉斌 黑龍江省冰上訓練中心                     | 張豔鵬 黑龍江省冰上訓練中心                       | [ 3 ]    |
| 1000米           | 張建 河北省體育局冬季運動中心                   | 李文淏 河北省體育局冬季運動中心               | 劉斌 黑龍江省冰上訓練中心                         | [ 3 ]    |
| 1500米           | 張建 河北省體育局冬季運動中心                   | 李文淏 河北省體育局冬季運動中心               | 李禹豪晨 河北省體育局冬季運動中心                 | [ 3 ]    |
| 团体追逐（8圈）  | 河北省體育局冬季運動中心 李禹豪晨 王澤檳 李文淏 | 北京市冬季運動管理中心 崔紅玉 高岳明昊 劉瀚彬 | 吉林省體育局冰上運動管理中心 王炳旺 張峰滌 邵俊豪 | [ 3 ]    |
| 集体出发（10圈） | 從振龍 北京市冬季運動管理中心                   | 李禹豪晨 河北省體育局冬季運動中心             | 崔紅玉 北京市冬季運動管理中心                     | [ 3 ]    |

女子賽事
| 項目             | 金牌                                              | 銀牌                                | 銅牌                                | 資料來源 |
| 500米            | 王莹莹 新疆維吾爾自治區體育局冬季運動管理中心     | 鄒馨悅 吉林省體育局冰上運動管理中心 | 于詩惠 黑龍江省冰上訓練中心         | [ 3 ]    |
| 1000米           | 姜佳敏 河北神體育局冬季運動中心                   | 劉昀琪 吉林省體育局冰上運動管理中心 | 信雨馨 吉林省體育局冰上運動管理中心 | [ 3 ]    |
| 1500米           | 姜佳敏 河北神體育局冬季運動中心                   | 劉昀琪 吉林省體育局冰上運動管理中心 | 張媛媛 湖北省                       | [ 3 ]    |
| 团体追逐（6圈）  | 河北省體育局冬季運動管理中心 陳傲禹 姜佳敏 周佳容 | 四川省體育局 太智恩 王藝敏 周佳容   | 湖北省 張媛媛 張睿 陳思家           | [ 3 ]    |
| 集体出发（10圈） | 鄧天馨 新疆維吾爾自治區體育局冬季運動管理中心     | 劉昀琪 吉林省體育局冰上運動管理中心 | 陳傲禹 河北省體育局冬季運動中心     | [ 3 ]    |

### 第二站：黑龍江哈爾濱

#### 公開組
男子賽事
| 項目             | 金牌                                           | 銀牌                                                       | 銅牌                                                         | 資料來源 |
| 500米            | 高亭宇 黑龍江省冰上訓練中心                    | 廉子文 北京市冬季運動管理中心                              | 楊濤 遼寧省冬季運動管理中心                                  | [ 4 ]    |
| 1000米           | 廉子文 北京市冬季運動管理中心                  | 王世偉 遼寧省冬季運動管理中心                              | 陳磊 內蒙古自治區競技體育訓練中心                            | [ 4 ]    |
| 1500米           | 馬馨萱 浙江省體育局                            | 瀋晗揚 遼寧省冬季運動管理中心                              | 肖金寶 四川省體育局                                          | [ 4 ]    |
| 10000米          | 瀋晗揚 遼寧省冬季運動管理中心                  | 葉爾達那·金恩斯別克 四川省體育局                           | 葉爾太·合蘭 新疆維吾爾自治區體育局冬季運動管理中心           | [ 4 ]    |
| 团体追逐（8圈）  | 四川省體育局 金亞男 馬曉春 葉爾達那·金恩斯別克 | 吉林省體育局冰上運動管理中心 孫傳懿 張國強 葉爾加那提·拜山 | 河北省體育局冬季運動中心 邢博 姜偉 高鵬翔                    | [ 4 ]    |
| 集体出发（10圈） | 周梓涵 寧夏回族自治區體育局                    | 王正陽 浙江省體育局                                        | 葉爾哈那提·阿依提納馬 新疆維吾爾自治區體育局冬季運動管理中心 | [ 4 ]    |

女子賽事
| 項目             | 金牌                                          | 銀牌                                         | 銅牌                                                       | 資料來源 |
| 500米            | 海天鴿 河北省體育局冬季運動中心               | 王婧紫仟 寧夏回族自治區體育局                | 奚冬雪 新疆維吾爾自治區體育局冬季運動管理中心              | [ 4 ]    |
| 1000米           | 馬瑞婕 陝西省冬季運動管理中心                 | 李韞媛 內蒙古自治區競技體育訓練中心          | 奚冬雪 新疆維吾爾自治區體育局冬季運動管理中心              | [ 4 ]    |
| 1500米           | 阿合娜爾·阿達克 天津市冬季和水上運動管理中心  | 趙欣 吉林省體育局冰上運動管理中心            | 高晨曦 河北省體育局冬季運動中心                            | [ 4 ]    |
| 5000米           | 李佳軒 黑龍江省冰上訓練中心                   | 黃余琳 河北省體育局冬季運動中心              | 高晨曦 河北省體育局冬季運動中心                            | [ 4 ]    |
| 团体追逐（6圈）  | 河北省體育局冬季運動中心 黃余琳 高晨曦 海天鴿 | 黑龍江省冰上訓練中心 呂瑞 李佳軒 關煜睻      | 天津市冬季和水上運動管理中心 阿合娜爾·阿達克 馬語含 楊思凝 | [ 4 ]    |
| 集体出发（10圈） | 殷琦 新疆維吾爾自治區體育局冬季運動管理中心   | 阿合娜爾·阿達克 天津市冬季和水上運動管理中心 | 郭丹 江蘇省體育局                                          | [ 4 ]    |

#### 青年組
男子賽事
| 項目             | 金牌                                          | 銀牌                                        | 銅牌                                              | 資料來源 |
| 500米            | 張豔鵬 黑龍江省冰上訓練中心                   | 張建 河北省體育局冬季運動中心               | 蒲家豪 河北省體育局冬季運動中心                   | [ 4 ]    |
| 1000米           | 李文淏 河北省體育局冬季運動中心               | 張豔鵬 黑龍江省冰上訓練中心                 | 潘寶碩 內蒙古自治區競技體育訓練中心               | [ 4 ]    |
| 5000米           | 潘寶碩 內蒙古自治區競技體育訓練中心           | 李禹豪晨 河北省體育局冬季運動中心           | 劉瀚彬 北京市冬季運動管理中心                     | [ 4 ]    |
| 团体追逐（8圈）  | 河北省體育局冬季運動中心 李禹豪晨 張建 李文淏 | 廣西射擊射箭運動發展中心 董謝天 郭建 高曉鋒 | 內蒙古自治區競技體育訓練中心 宮世鵬 潘寶碩 朱啟文 | [ 4 ]    |
| 集体出发（10圈） | 靳紀濤 黑龍江省冰上訓練中心                   | 鄭佳偉 山西省冰雪運動中心                   | 楊豐肇 四川省體育局                               | [ 4 ]    |

女子賽事
| 項目             | 金牌                                              | 銀牌                              | 銅牌                                              | 資料來源 |
| 500米            | 王瑩瑩 新疆維吾爾自治區體育局冬季運動管理中心     | 於詩惠 黑龍江省冰上訓練中心       | 劉思佳 黑龍江省冰上訓練中心                       | [ 4 ]    |
| 1000米           | 劉思佳 黑龍江省冰上訓練中心                       | 孫藝萌 河北省體育局冬季運動中心   | 王夢緣 內蒙古自治區競技體育訓練中心               | [ 4 ]    |
| 3000米           | 太智恩 四川省體育局                               | 周佳容 河北省體育局冬季運動中心   | 王夢緣 內蒙古自治區競技體育訓練中心               | [ 4 ]    |
| 团体追逐（6圈）  | 河北省體育局冬季運動管理中心 姜佳敏 周佳容 孫藝萌 | 四川省體育局 太智恩 王藝敏 王禹萱 | 吉林省體育局冰上運動管理中心 劉昀琪 信雨馨 費天鳳 | [ 4 ]    |
| 集体出发（10圈） | 信雨馨 四川省體育局                               | 夏子淇 四川省體育局               | 劉昀琪 吉林省體育局冰上運動管理中心               | [ 4 ]    |

### 第三站：吉林長春

#### 公開組
男子賽事
| 項目             | 金牌                                            | 銀牌                                         | 銅牌                                  | 資料來源 |
| 500米            | 馮秋瑞 遼寧省冬季運動管理中心                   | 廉子文 北京市冬季運動管理中心                | 楊濤 遼寧省冬季運動管理中心           | [ 5 ]    |
| 1000米           | 廉子文 北京市冬季運動管理中心                   | 王世偉 遼寧省冬季運動管理中心                | 朱炤瑜 四川省體育局                   | [ 5 ]    |
| 1500米           | 段权政 内蒙古自治区竞技体育训练中心             | 肖金宝 四川省体育局                          | 陳磊 内蒙古自治区竞技体育训练中心     | [ 5 ]    |
| 5000米           | 瀋晗揚 遼寧省冬季運動管理中心                   | 叶尔加那提·拜山 吉林省體育局冰上運動管理中心 | 王洪利 湖北省                         | [ 5 ]    |
| 团体追逐（8圈）  | 內蒙古自治區競技體育訓練中心 陳磊 曲世藝 於佳偉 | 河北省體育局冬季運動中心 邢博 姜偉 高鵬翔    | 山西省冰雪運動中心 尹子鑫 尹子淼 楊鑫 | [ 5 ]    |
| 集体出发（10圈） | 叶尔加那提·拜山 吉林省體育局冰上運動管理中心    | 刘鹏禹 湖北省                                | 马馨萱 浙江省体育局                   | [ 5 ]    |

女子賽事
| 項目             | 金牌                                          | 銀牌                                                | 銅牌                                    | 資料來源 |
| 500米            | 李奇時 吉林省體育局冰上運動管理中心           | 王婧紫仟 寧夏回族自治區體育局                       | 李爽 四川省體育局                       | [ 5 ]    |
| 1000米           | 李奇時 吉林省體育局冰上運動管理中心           | 李韞媛 內蒙古自治區競技體育訓練中心                 | 王婧紫仟 寧夏回族自治區體育局           | [ 5 ]    |
| 1500米           | 趙欣 吉林省體育局冰上運動管理中心             | 阿合娜爾·阿達克 天津市冬季和水上運動管理中心        | 馬語含 天津市冬季和水上運動管理中心     | [ 5 ]    |
| 3000米           | 趙欣 吉林省體育局冰上運動管理中心             | 阿合娜爾·阿達克 天津市冬季和水上運動管理中心        | 高晨曦 河北省體育局冬季運動中心         | [ 5 ]    |
| 团体追逐（6圈）  | 河北省體育局冬季運動中心 黃余琳 陶嘉瑩 高晨曦 | 青海省冬季項目和戶外運動管理中心 薛佳怡 馬文靜 陳圭 | 黑龍江省冰上訓練中心 呂瑞 李佳軒 王丹彤 | [ 5 ]    |
| 集体出发（10圈） | 李奇時 吉林省體育局冰上運動管理中心           | 阿合娜爾·阿達克 天津市冬季和水上運動管理中心        | 李韞媛 內蒙古自治區競技體育訓練中心     | [ 5 ]    |

#### 青年組
男子賽事
| 項目             | 金牌                                          | 銀牌                                        | 銅牌                                        | 資料來源 |
| 500米            | 劉錦飛 吉林省體育局冰上運動管理中心           | 張豔鵬 黑龍江省冰上訓練中心                 | 蒲家豪 河北省體育局冬季運動中心             | [ 5 ]    |
| 1000米           | 張建 河北省體育局冬季運動中心                 | 李禹豪晨 河北省體育局冬季運動中心           | 宮世鵬 內蒙古自治區競技體育訓練中心         | [ 5 ]    |
| 1500米           | 李禹豪晨 河北省體育局冬季運動中心             | 張建 河北省體育局冬季運動中心               | 靳紀濤 黑龍江省冰上訓練中心                 | [ 5 ]    |
| 团体追逐（8圈）  | 北京市冬季運動管理中心 丛振龙 崔红玉 高岳明昊 | 吉林省冰上運動管理中心 张峰涤 邵俊豪 王炳旺 | 广西射击射箭运动发展中心 郭建 董谢天 高晓锋 | [ 5 ]    |
| 集体出发（10圈） | 丛振龙 北京市冬季運動管理中心                 | 李禹豪晨 河北省體育局冬季運動中心           | 张少泽 天津市冬季和水上运动管理中心         | [ 5 ]    |

女子賽事
| 項目             | 金牌                                              | 銀牌                                          | 銅牌                                | 資料來源 |
| 500米            | 於詩惠 黑龍江省冰上訓練中心                       | 王瑩瑩 新疆維吾爾自治區體育局冬季運動管理中心 | 劉昀琪 吉林省體育局冰上運動管理中心 | [ 5 ]    |
| 1000米           | 王禹萱 四川省體育局                               | 劉思佳 黑龍江省冰上訓練中心                   | 信雨馨 吉林省體育局冰上運動管理中心 | [ 5 ]    |
| 1500米           | 太智恩 四川省體育局                               | 劉昀琪 吉林省體育局冰上運動管理中心           | 周佳容 河北省體育局冬季運動中心     | [ 5 ]    |
| 团体追逐（6圈）  | 吉林省體育局冰上運動管理中心 劉昀琪 信雨馨 費天鳳 | 湖北省 張媛媛 陳思家 張睿                     | 四川省體育局 太智恩 王藝敏 夏子淇   | [ 5 ]    |
| 集体出发（10圈） | 太智恩 四川省體育局                               | 信雨馨 吉林省體育局冰上運動管理中心           | 夏子淇 四川省體育局                 | [ 5 ]    |

### 第四站：吉林長春

#### 公開組
男子賽事
| 項目             | 金牌                                         | 銀牌                                                     | 銅牌                                                         | 資料來源 |
| 500米            | 张钧智 天津市冬季和水上运动管理中心          | 柳泽 宁夏回族自治区体育局                                | 吕帅 江西省体育局                                            | [ 6 ]    |
| 1000米           | 瀋晗揚 遼寧省冬季運動管理中心                | 柳泽 宁夏回族自治区体育局                                | 吕帅 江西省体育局                                            | [ 6 ]    |
| 1500米           | 阿勒玛斯·卡汉拜 黑龙江省冰上训练中心         | 瀋晗揚 遼寧省冬季運動管理中心                            | 叶尔哈那提·阿依提纳马 新疆维吾尔自治区体育局冬季运动管理中心 | [ 6 ]    |
| 10000米          | 葉爾加那提·拜山 吉林省體育局冰上運動管理中心 | 王洪利 湖北省                                            | 叶尔达那·金恩斯别克 四川省                                   | [ 6 ]    |
| 团体追逐（8圈）  | 湖北省 劉鵬禹 榮澤勝 王洪利                  | 吉林省体育局冰上运动管理中心 王杨 叶尔加那提·拜山 张国强 | 四川省体育局 刘泽昊 叶尔达那·金恩斯别克 金亚男               | [ 6 ]    |
| 集体出发（10圈） | 瀋晗揚 遼寧省冬季運動管理中心                | 馬馨萱 浙江省體育局                                      | 呂帥 江西省體育局                                            | [ 6 ]    |

女子賽事
| 項目             | 金牌                                            | 銀牌                                                | 銅牌                                         | 資料來源 |
| 500米            | 李奇時 吉林省體育局冰上運動管理中心             | 王婧紫仟 寧夏回族自治區體育局                       | 刘馨悦 天津市冬季和水上运动管理中心          | [ 6 ]    |
| 1000米           | 趙欣 吉林省體育局冰上運動管理中心               | 马瑞婕 陕西省冬季运动管理中心                       | 陶嘉瑩 河北省體育局冬季運動中心              | [ 6 ]    |
| 1500米           | 李奇時 吉林省體育局冰上運動管理中心             | 阿合娜爾·阿達克 天津市冬季和水上運動管理中心        | 馬語含 天津市冬季和水上運動管理中心          | [ 6 ]    |
| 5000米           | 阿合娜爾·阿達克 天津市冬季和水上運動管理中心    | 黄余琳 河北省体育局冬季运动中心                     | 李佳轩 黑龙江省冰上训练中心                  | [ 6 ]    |
| 团体追逐（6圈）  | 吉林省體育局冰上運動管理中心 李奇時 趙欣 孫小涵 | 青海省冬季項目和戶外運動管理中心 薛佳怡 馬文靜 陳圭 | 黑龍江省冰上訓練中心 呂瑞 李佳軒 王丹彤      | [ 6 ]    |
| 集体出发（10圈） | 李韞媛 內蒙古自治區競技體育訓練中心             | 方慧燕 四川省體育局                                 | 阿合娜爾·阿達克 天津市冬季和水上運動管理中心 | [ 6 ]    |

#### 青年組
男子賽事
| 項目             | 金牌                                          | 銀牌                            | 銅牌                                                  | 資料來源 |
| 500米            | 張豔鵬 黑龍江省冰上訓練中心                   | 張建 河北省體育局冬季運動中心   | 刘锦飞 吉林省体育局冰上运动管理中心                   | [ 6 ]    |
| 1000米           | 張建 河北省體育局冬季運動中心                 | 劉瀚彬 北京市冬季運動管理中心   | 宮世鵬 內蒙古自治區競技體育訓練中心                   | [ 6 ]    |
| 5000米           | 劉瀚彬 北京市冬季運動管理中心                 | 王牌 陕西省冬季运动管理中心     | 马国伟 吉林省体育局冰上运动管理中心                   | [ 6 ]    |
| 团体追逐（8圈）  | 北京市冬季運動管理中心 崔紅玉 高岳明昊 劉瀚彬 | 四川省体育局 杨航 张文源 杨丰肇 | 青海省冬季项目和户外运动管理中心 丁增新 吴博文 唐正岩 | [ 6 ]    |
| 集体出发（10圈） | 張建 河北省體育局冬季運動中心                 | 鄭佳偉 山西省冰雪運動中心       | 凌峰 安徽省田径游泳运动管理中心                       | [ 6 ]    |

女子賽事
| 項目             | 金牌                                          | 銀牌                                              | 銅牌                                                | 資料來源 |
| 500米            | 於詩惠 黑龍江省冰上訓練中心                   | 王瑩瑩 新疆維吾爾自治區體育局冬季運動管理中心     | 劉思佳 黑龍江省冰上訓練中心                         | [ 6 ]    |
| 1000米           | 於詩惠 黑龍江省冰上訓練中心                   | 劉思佳 黑龍江省冰上訓練中心                       | 劉昀琪 吉林省體育局冰上運動管理中心                 | [ 6 ]    |
| 3000米           | 太智恩 四川省體育局                           | 周佳容 河北省體育局冬季運動中心                   | 王禹萱 四川省體育局                                 | [ 6 ]    |
| 团体追逐（6圈）  | 黑龍江省冰上訓練中心 刘好 侯俊丹 张梓萌       | 吉林省體育局冰上運動管理中心 劉昀琪 信雨馨 費天鳳 | 青海省冬季项目和户外运动管理中心 朱莹 倪华青 陈宇鑫 | [ 6 ]    |
| 集体出发（10圈） | 邓天馨 新疆维吾尔自治区体育局冬季运动管理中心 | 陈傲禹 河北省体育局冬季运动中心                   | 太智恩 四川省體育局                                 | [ 6 ]    |